# Comitatul Kent, Delaware
Comitatul Kent, conform originalului din engleză,  Kent  County, este unul din cele 3 comitate ale statului american Delaware. Sediul comitatului este orașul Dover, care este și capitala statului.

## Demografie
|  | Graficele sunt indisponibile din cauza unor probleme tehnice. Mai multe informații se găsesc la Phabricator și la wiki-ul MediaWiki. |

Date: Wikidata - grafică realizată de Wikipedia